# Тюлень-крабоед
Тюлень-крабоед (лат. Lobodon carcinophaga  Син  Lobodon carcinophagus) — антарктический тюлень, единственный представитель рода тюленей-крабоедов (Lobodon) семейства настоящих тюленей (Phocidae). 
Самый многочисленный тюлень в мире, численность вида по разным оценкам составляет от 7 до 40 миллионов особей. В последнее время считается, что прежние оценки численности были сильно завышены и реальная численность тюленя-крабоеда не превышает 14 млн особей. Это один из наиболее многочисленных видов крупных млекопитающих на Земле после человека и домашних животных. В целом биомасса тюленей-крабоедов примерно вчетверо превышает биомассу всех остальных тюленей, вместе взятых.
Названия этих тюленей (как в научной латыни, так и на практически всех широко распространённых европейских языках) курьёзно, поскольку этот вид крабами не питается: основу его рациона составляет антарктический криль Euphausia superba.

## Внешний вид
Размер взрослых особей — от 2,2 до 2,6 м, вес — около 200—300 кг. Самки несколько крупнее самцов. Тело вытянутое и довольно стройное. Морда длинная и узкая. После ежегодной линьки в январе-марте новый мех имеет тёмно-коричневый цвет на спине и серебристо-серый на боках и брюхе. Затем мех выцветает, становясь кремово-белым. У старых тюленей мех светлый даже сразу после линьки. У новорождённых щенков мех мягкий, серовато-коричневый, иногда с тёмными пятнышками. На шкуре тюленя, на боках и спине, обычно имеются характерные короткие тёмные полоски — шрамы, которые, как считается, оставлены зубами морского леопарда, являющегося главным врагом молодых неопытных животных. Щенки линяют в возрасте 2—3 недель. Уникальная особенность тюленей-крабоедов — фестончато-бугорчатая форма боковых (щёчных) зубов, плотно прилегающих друг к другу при смыкании челюстей и образующих своеобразное сито для фильтрации мелкого антарктического криля.
При наблюдении издалека тюленя-крабоеда можно спутать с морским леопардом и тюленем Уэдделла. Морской леопард, в отличие от тюленя-крабоеда, имеет крупную рептилеобразную голову, очень длинные передние конечности и большое брюхо. У тюленя Уэдделла очень маленькая голова относительно его вальковато-округлого тела и характерная пятнистая окраска. Кроме того, только тюлени-крабоеды могут собираться на льду в очень крупные плотные группы.

## Распространение
Окраинные моря Антарктиды к югу от 65-й параллели. Сезонные миграции следуют за дрейфующими льдами. Летом тюлени держатся вблизи побережья, осенью мигрируют на север вместе с паковым льдом. Временами достигают Новой Зеландии, южных оконечностей Австралии, Африки и Южной Америки. Самое северное нахождение отмечено у атлантического побережья Южной Америки в районе эстуария Рио-де-ла-Плата на стыке границ Аргентины и Уругвая.

## Образ жизни
Лежбища устраивает на льду. Наблюдались колонии численностью до нескольких тысяч голов. Способен быстро передвигаться по поверхности льда и выпрыгивать из воды на высокие льдины. Охотится более активно, вероятно, в ночное время. Ныряет до 430 м в глубину и способен пробыть под водой около 11 минут. Питается главным образом антарктическим крилем. В пище также присутствует рыба. 
Половой зрелости достигают в возрасте 2,5—6 лет. Детёныши рождаются в сентябре-декабре. Размеры  новорожденных щенков составляют около 1,1—1,3 м в длину, вес 20—40 кг. Матери выкармливают детёнышей 2—3 недели, при этом щенки набирают в весе до 4 кг в день. К концу молочного выкармливания щенки достигают веса около 110 кг. Самец присоединяется к самке с детёнышем во время периода кормления, образуя своеобразную «триаду», не отмеченную среди других тюленей. Самец во время выкармливания детёныша держится на поверхности льда поблизости от выбранной самки и отгоняет самцов-соперников. Спариваются в воде после окончания молочного выкармливания, в октябре-декабре, в зависимости от сроков рождения каждой конкретной самки. 
Продолжительность жизни около 20 лет.

## Враги
Естественный враг тюленей — это косатка.

## Заметки на полях
Эдвард Адриан Уилсон (1872—1912), британский биолог и участник антарктической экспедиции Роберта Скотта в 1910—1913, полагал, что перед смертью тюлени-крабоеды уходят умирать вглубь Антарктиды. Уилсон обнаружил тела этих тюленей на расстоянии до 30 миль от береговой линии, на высотах до тысячи метров над уровнем моря.